# Bikini Hoe-Down
Pour plus de détails, voir Fiche technique et Distribution.
Bikini Hoe-Down est un film américain réalisé par Fred Olen Ray, sorti en 1997, avec dans les rôles principaux Griffin Drew, Maureen Flaherty et Ashlie Rhey.

## Synopsis
Un trio de mannequins photo sexy qui posent en bikini, les Three Seasons Bikini (April, May et June) partent en tournée à travers le pays avec un photographe pour faire des séances photos, mais June sabote le voyage. Ils se retrouvent bloqués dans la ville poussiéreuse de Pig Hollow et rencontrent Missy Sue, qui vit à Ghost Gulch avec Pappy et Jeb. Missy Sue cherche désespérément l’acte de propriété de son domaine, qui est convoité par un méchant sénateur. Le sénateur veut s’emparer du terrain afin de le vendre au gouvernement pour y déverser des déchets nucléaires. Il veut trouver l’acte de propriété le premier. Il produit même une fausse facture de l’IRS, et Missy Sue croit que si elle ne paie pas, elle risque de perdre ses terres au profit du gouvernement. Afin de remercier Missy Sue pour son hospitalité, les filles décident de l’aider à se renflouer en organisant une séance photo à la ferme, au grand plaisir des habitants. Pour collecter l’argent nécessaire au paiement, elles finissent par donner leur tout premier spectacle seins nus.

## Distribution
- Griffin Drew : Missy Sue
- Shayna Ryan : June
- Ashlie Rhey : April
- Maureen Flaherty : May
- Gregory O'Rourke : David
- Hoke Howell : Pappy
- Chip Holman : Jeb
- Robert Donavan : Jeffrey
- Tom Ferguson : Shérif Roscoe
- Carl Lamb : Snively
- Peter Spellos : Bob Bob
- Rick Montana : Joe Bob
- Dan Golden : Crazy Joe
- Barak Schurr : artiste hippie
- Paul Bogh : Voleur de poules #1
- Fred Olen Ray : Voleur de poules #2[1]